# Ádám Bogdán
Ádám Bogdán, född 27 september 1987 i Budapest, är en ungersk fotbollsmålvakt som spelar för Ferencváros och Ungerns landslag.

## Karriär
Den 21 november 2019 värvades Bogdán av Hibernian.